# Бельский, Михаил Гаврилович
Михаил Гаврилович Бельский (21 ноября 1922, Закромский Хутор, Кромской район — 20 мая 1994, Киев) — советский художник. Народный художник УССР (1978).

## Биография
Родился 21 ноября 1922 года в селе Закромское.
В 1937—1941 годах — студент Ворошиловградского художественного училища.
С сентября 1941 года — участник Великой Отечественной войны: начальник разведки 1-го дивизиона, командир 6-й батареи 93-го пушечного артиллерийского полка 37-й армии.
Член ВКП(б) с 1943 года.
В 1945—1951 годах — студент мастерской портрета Киевского государственного художественного института.
С 1951 года — директор дирекции художественных выставок Украины, заведующий учебно-производственными мастерскими Киевского государственного художественного института.
В 1962—1968 годах — председатель правления Художественного фонда Украинской ССР.
В 1968 году совершил творческую поездку на шахты Донбаса, где выполнил 39 полотен и графических листов. Все эти работы вошли в экспозицию его первой персональной выставки, которая принесла художнику признание.
В 1968—1973 годах — секретарь партийного комитета Союза художников Украинской ССР.
В 1973—1977 годах — заместитель председателя правления Союза художников Украинской ССР.
С 1977 года — на творческой работе.
С 1983 года — секретарь правления Союза художников Украинской ССР, председатель правления Художественного фонда Украинской ССР.
Избирался депутатом Верховного Совета Украинской ССР 11-го созыва.
Умер на 72 году жизни 20 мая 1994 года. Похоронен вместе с семьёй на Байковом кладбище.

## Творчество
Работал в области станковой живописи. Главная тема его творчества — соцреализм, тема мирного труда.
Основные труды:
- «Сестра» (1957);
- «Рабочее утро» (1960);
- «Т. Г. Шевченко» (1961);
- «Изменение» (1962—1963);
- «Земля свободна» (1963—1964);
- «Соколы» (1964—1965);
- «Лётчик 1-го класса О. Козий»;
- «За власть Советов» (1967);
- «Металлурги Донбасса» (1969) и др.

## Награды
- Орден Октябрьской Революции (1976);
- Орден Отечественной войны 2-й степени (1943, 1944, 1985);
- Орден Трудового Красного Знамени (1986).